# Baldwin Locomotive Works
La Baldwin Locomotive Works è stata un'azienda statunitense produttrice di locomotive. La sede, originariamente a Filadelfia, più tardi venne spostata a Eddystone.

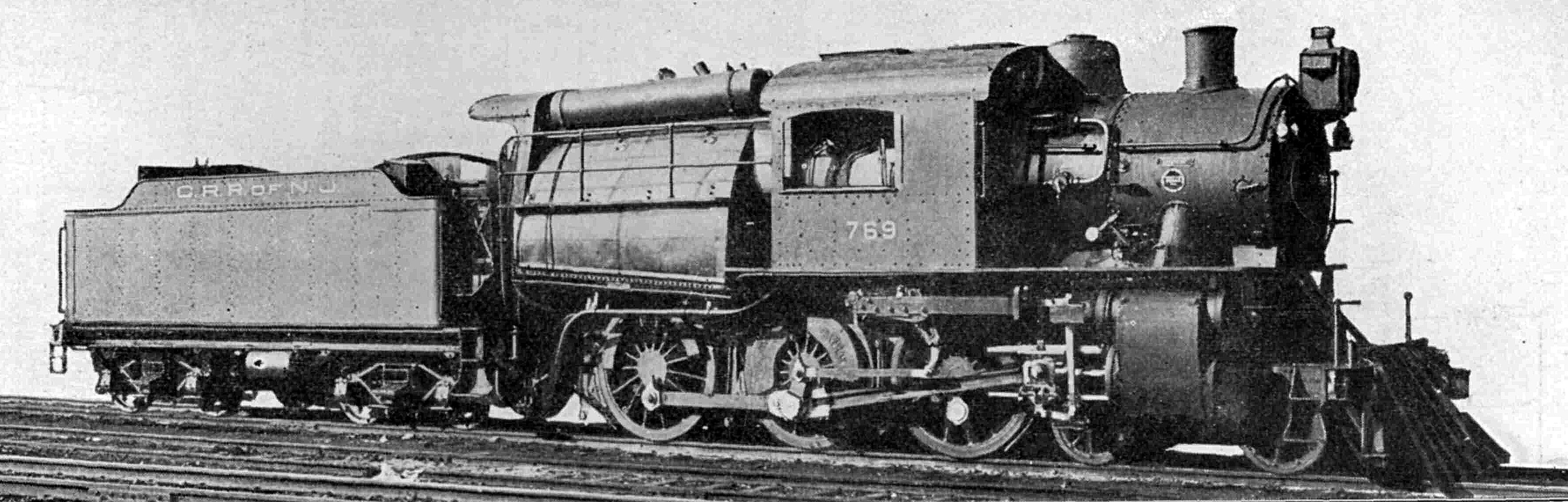
Una delle locomotive Baldwin più singolari: la Camelback

Fu un'azienda di grande importanza nel settore delle locomotive a vapore; la produzione di locomotive diesel iniziò molto tardi. Sospese la produzione nel 1956 e uscì dal mercato nel 1972.

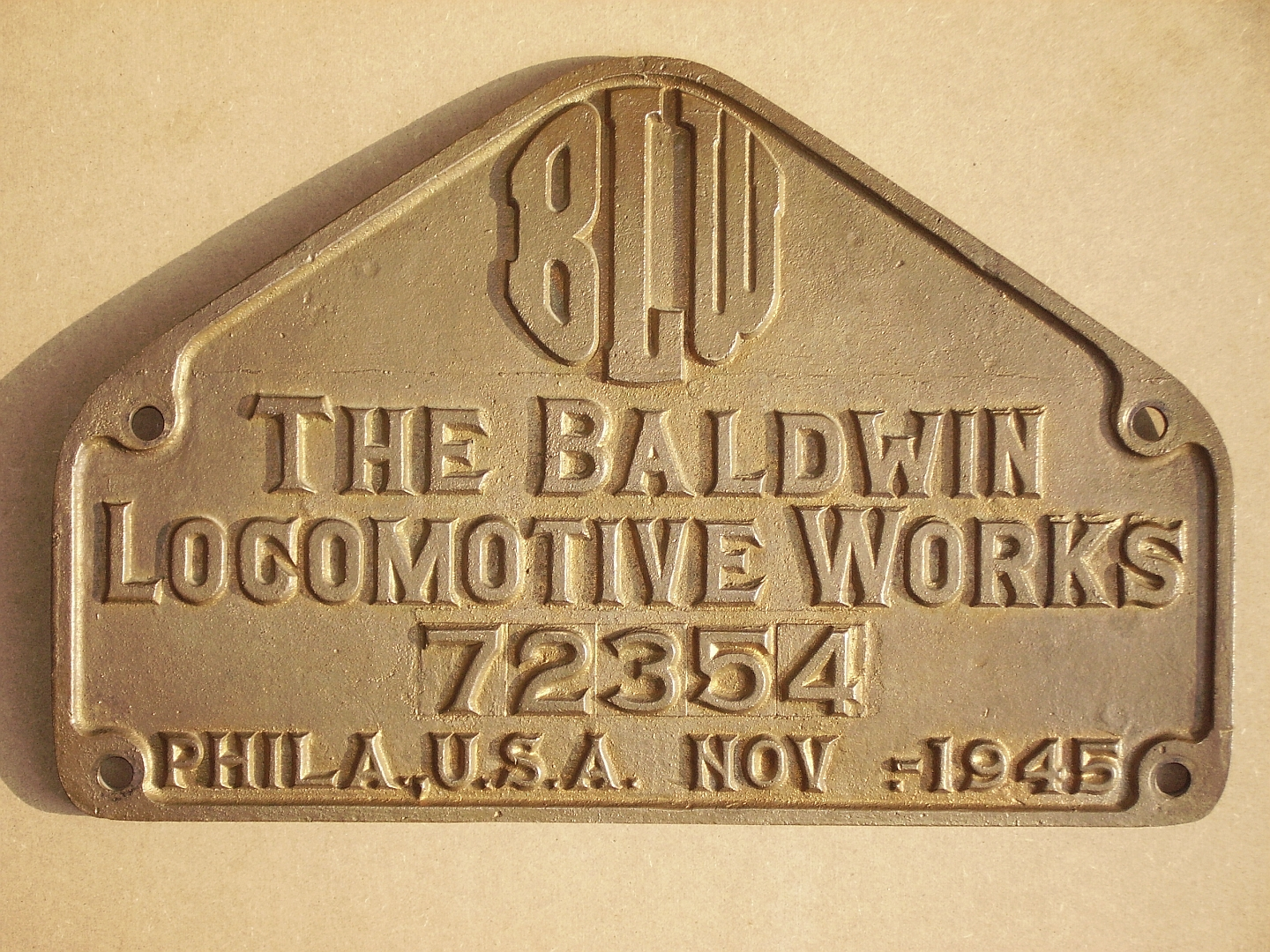
Targa della locomotiva 72354 costruita dalla Baldwin

## Storia

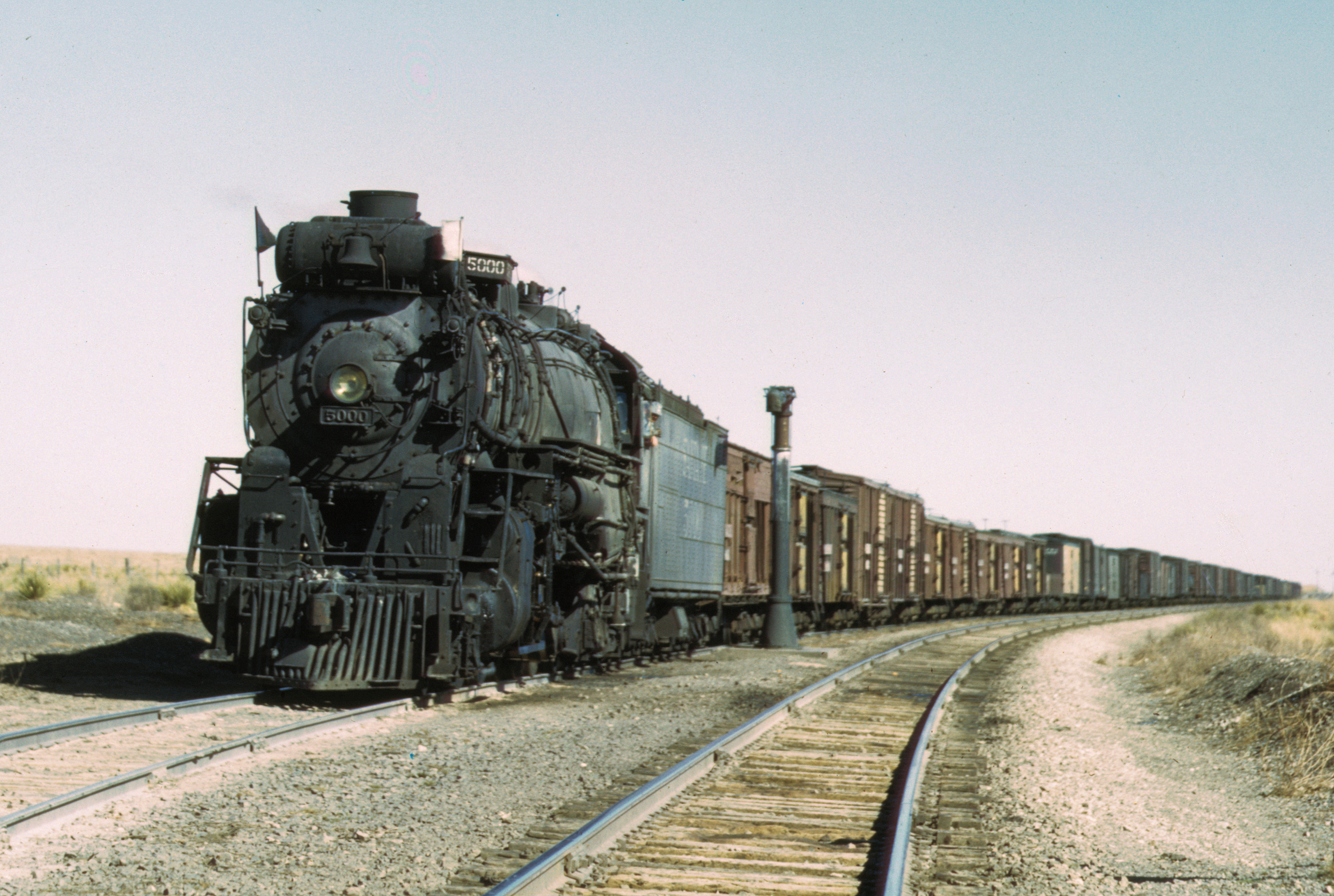
Locomotiva ATSF (Atchison, Topeka and Santa Fe Railway) 1-5-2 "Madame Queen" in New Mexico, marzo 1943

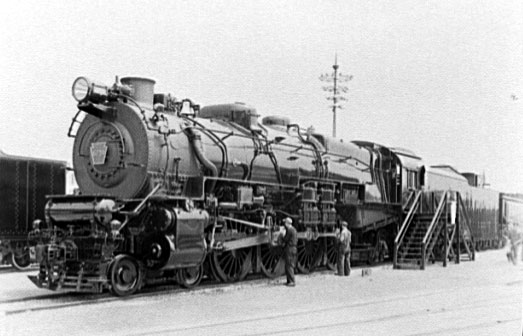
Locomotiva Pennsylvania RailRoad M1a della Baldwin

Matthias William Baldwin iniziò la sua opera nel settore ferroviario con la costruzione di una locomotiva, la Old Ironsides, che venne provata sulla Philadelphia, Germantown and Norristown Railroad il 23 novembre 1832; le sue caratteristiche erano piuttosto rudimentali ma rimase in attività per circa vent'anni.
Dal 1850 iniziò la costruzione della locomotiva American, che divenne il modello standard delle ferrovie statunitensi.
Nel 1857 l'azienda consegnava 66 locomotive e impiegava 600 operai. In quell'anno vi fu crisi economica e la produzione si ridusse al 50% nel 1858.
Inizialmente Baldwin costruiva locomotive a vapore nell'angusto sito di Broad Street a Filadelfia ma nel 1906 si dovette spostare, per incrementare la produzione a Eddystone, nelle vicinanze. La sua capacità produttiva salì a ben oltre 3000 locomotive all'anno. Il passaggio venne completato alla fine del 1920.
La guerra civile inizialmente fu disastrosa per Baldwin dato che i suoi ordini dipendevano maggiormente dalle ferrovie del Sud. Nel 1860 quasi l'80% della produzione fu per i vettori degli Stati secessionisti. Di conseguenza la produzione, nel 1861, scese di oltre il 50% rispetto all'anno precedente. La perdita nelle vendite del sud fu tuttavia presto compensata dall'aumento degli acquisti da parte delle Ferrovie militari statunitensi e della Pennsylvania Railroad che aveva incrementato il suo traffico con la richiesta di oltre 100 macchine alla Baldwin durante la guerra tra 1861 e 1865.
Nel 1866, la sua azienda aveva raggiunto la quota di 1500 locomotive tipo Consolidation progettate dall'ingegnere Alexander Mitchell per il traino di treni merci della compagnia Lehigh & Mahoning ed era in lizza per il primo posto tra i produttori con la Rogers e la Machine Works. Nel 1870 la Baldwin era al comando e un decennio più tardi la produzione era divenuta di 2 volte e mezzo più del concorrente più prossimo.
L'industria ferroviaria americana crebbe in modo significativo tra il 1898 e il 1907 e la domanda interna di locomotive raggiunse il suo punto massimo nel 1905. Gli affari della Baldwin nel periodo crebbero fortemente mentre venivano modernizzati gli impianti nella struttura di Broad Street a Filadelfia, ma dovette affrontare molte sfide quali i vincoli di spazio, dato l'aumento delle dimensioni delle locomotive fabbricate ma anche l'inflazione crescente, l'aumento del costo del lavoro, le tensioni sociali e la nascita di un concorrente aggressivo, la ALCO.
Nel 1900 Baldwin approntò per l'Esposizione universale di Parigi del 1900 una locomotiva compound a 4 cilindri, sistema Vauclain a 2 assi accoppiati e carrello portante con tender a carrelli.
La produzione di locomotive a vapore raggiungeva la media di 1500 unità annue e nel 1906 fu di ben 2666 unità.

### Il declino
Un duro colpo per la Baldwin e il settore ferroviario nel suo complesso fu la legge Hepburn, approvata nel 1906, in base alla quale venne accentrato a livello federale il controllo delle tariffe e delle aliquote ferroviarie massime.
La limitazione delle tariffe ferroviarie produsse il deprezzamento dei titoli ferroviari, un fattore che causò il crollo economico del 1907 con la limitazione delle ordinazioni di nuove locomotive; la produzione scese infatti a sole 614 macchine nel 1908.

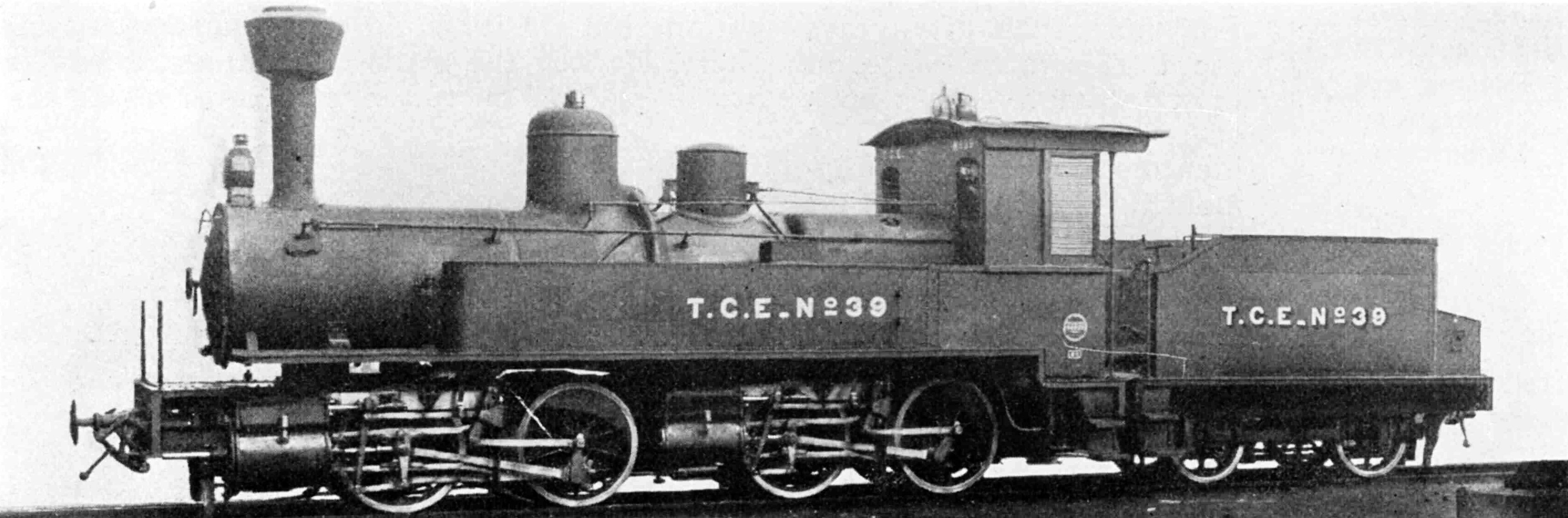
Locomotiva Mallet Baldwin 020-020, costruita per la ferrovia Tananarive-Cote Est (TCE), in Madagascar.

La società ridusse la sua forza lavoro dai 18.499 addetti nel 1907 ai 4.600 dell'anno successivo. Ulteriore pericolo costituì la morte di William P. Henszey, uno dei partner di Baldwin, che lasciò la società con una passività di 6 milioni di dollari. Vennero tuttavia emessi 10 milioni di dollari di obbligazioni con cui Samuel Vauclain accrebbe la capacità produttiva della Baldwin espandendo l'impianto di Eddystone fino al suo completamento nel 1928, anno in cui l'azienda si trasferì con tutta la produzione di locomotive.
Dopo la prima guerra mondiale iniziò il declino di Baldwin dato che il motore diesel divenne presto lo standard delle ferrovie americane. Mentre Alco, pur impegnata nella produzione a vapore, ebbe l'accortezza di diversificarsi per assicurare la propria competitività nel caso in cui i motori diesel fossero divenuti predominanti, al contrario, la Baldwin si oppose a ogni sviluppo di treni diesel fino al 1930. In quell'anno Samuel Vauclain, presidente del consiglio di amministrazione, dichiarava in un discorso che i progressi della tecnologia del vapore avrebbero garantito la predominanza della macchina a vapore almeno fino al 1980. La Baldwin iniziò un tentativo di diversificare la propria linea di prodotti nel 1929 ma la Grande depressione vanificò ogni sforzi e la società dichiarò bancarotta nel 1935.
Quando la Baldwin emerse dalla bancarotta, nel 1938, subì un drastico cambiamento nella gestione. La nuova gestione si orientò decisamente al diesel ma era già troppo tardi. EMD e Alco si erano assicurate il grosso del mercato di locomotive diesel.
Dopo la prima guerra mondiale la Baldwin costruì le potenti locomotive tipo Mikado, imponenti macchine articolate Mallet, Cab-forward e le gigantesche 1-4-4-4-2 (Triplex Mallet) a 3 carri motori.
Nel 1939 Baldwin presentò la sua prima linea standard di locomotive diesel progettate per il servizio merci. La General Motors stava già commercializzando i suoi automezzi per trasporto merci su strada con motori diesel. Con l'entrata in guerra degli Stati Uniti, l'Ufficio di Produzione Bellica (governativo) impose ad Alco e Baldwin di produrre solo locomotive a vapore e diesel-elettrico.
Durante la seconda guerra mondiale Baldwin fu uno dei costruttori dei carri armati M3 Lee/Grant nelle loro varianti e dello M4 Sherman.
Tra il 1940 e il 1948 le vendite interne di locomotive a vapore scesero dal 30% del mercato al 2%. Dal 1949 in poi non ci fu più domanda di locomotive a vapore. Nel luglio del 1948 la Westinghouse Electric, che aveva collaborato con la Baldwin, acquistò il 21 per cento delle quote azionarie divenendo azionista di maggioranza della Westinghouse Baldwin e il vice presidente Marvin W. Smith divenne presidente Baldwin nel maggio 1949. Per diversificare la propria attività la Baldwin si fuse con Lima-Hamilton il 4 dicembre 1950 divenendo Baldwin-Lima-Hamilton, tuttavia la quota di mercato continuava a diminuire. Nel 1953 la Westinghouse chiuse la produzione delle apparecchiature per trazione elettrica costringendo la Baldwin ad acquistare le apparecchiature elettriche dalla General Electric.
Nel 1956 la Pennsylvania Railroad (PRR), vecchio cliente di Baldwin, programmò l'accantonamento della sua flotta di macchine a vapore e l'acquisto di un grosso quantitativo di locomotive diesel ma la EMD, divenuta divisione di General Motors, riuscì a piazzare il suo modello di locomotiva più conveniente e affidabile; dopo 125 anni di produzione la Baldwin chiuse la maggior parte dell'impianto di Eddystone, non producendo più locomotive ma solo macchine pesanti.
Nel 1965 Baldwin divenne una consociata interamente controllata da Armour and Company a sua volta acquisita da Greyhound Corporation nel 1970. Nel 1972 Greyhound chiuse definitivamente la Baldwin-Lima.
Durante la sua vita operativa la Baldwin aveva prodotto oltre 70.500 locomotive, in massima parte a vapore.